# Limão
Limão (Citrus × limon) é o fruto do limoeiro, uma pequena árvore de folha perene originária da região sudeste da Ásia, da família das rutáceas.  No Brasil é também popularmente denominado limão-siciliano, de forma a distingui-lo de três outras espécies de citrinos chamadas de "limões" no Brasil e "limas" nos restantes países lusófonos: Citrus × latifolia ou limão-taiti, Citrus × aurantiifolia ou limão-galego, Citrus × limonia ou limão-cravo.
Apresenta diversas variedades cultivadas, sendo uma dezena delas frequentes, como, por exemplo, o limão-eureca,  o limão-lisboa,  o limão-fino, o limão-verno, o limão-villafranca, o limão-lunário, etc.

## História

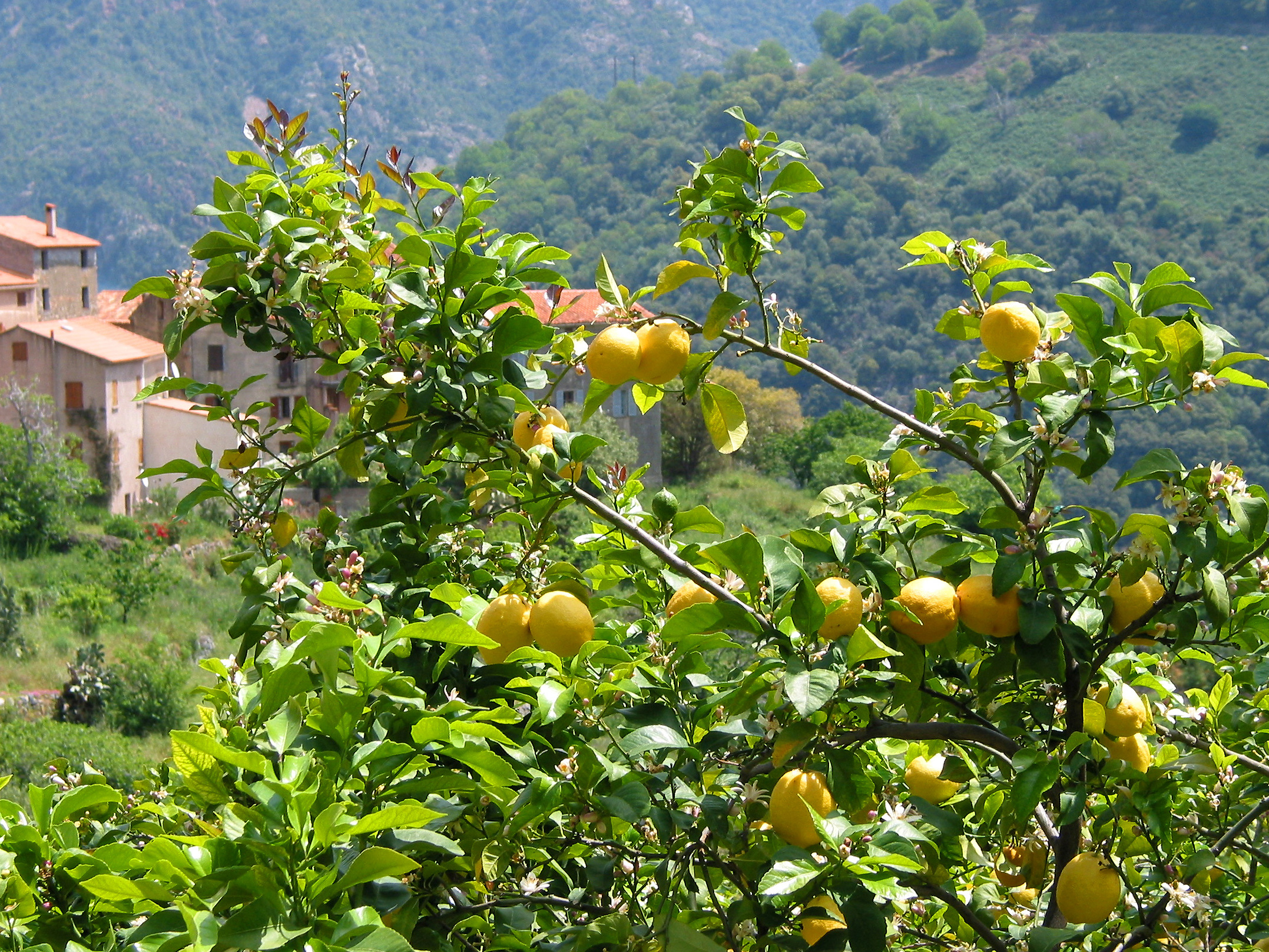
Citrus x limon na Córsega

O limão-siciliano foi trazido da Pérsia pelos árabes, disseminando-se na Europa. Há relatos de limoeiros cultivados em Génova em meados do século XV, bem como referências à sua existência nos Açores em 1494.
Séculos mais tarde, em 1742, os limões foram utilizados pela marinha britânica para combater o escorbuto, mas apenas em 1928 se obteve a ciência sobre a substância que combatia tal doença, batizado ácido ascórbico ou vitamina C, a qual o limão proporciona em grande quantidade: o sumo do limão contém aproximadamente 500 miligramas de vitamina C e 50 gramas de ácido cítrico por litro. Atualmente, é uma das frutas mais conhecidas e utilizadas no mundo.
Popularizou-se no Brasil durante a chamada gripe espanhola (epidemia gripal de 1918), quando atingiu preços elevados, chegando a ser comprada por de dez a vinte mil réis cada unidade.
O limão-siciliano tem origem no Sudeste da Ásia, provavelmente no sul da China, ou Índia. Sua história é, por vezes, pouco clara.
Não era uma fruta comum no mundo antigo grego e romano. Vários fatos indicam que uma fruta cítrica parecida com o limão era conhecida, mas não se sabe se era o limão ou a cidra, uma espécie vizinha e muito semelhante, e não existem evidências paleobotânicas. Os gregos utilizavam o limão ou a cidra para proteger as roupas das traças.
As primeiras descrições claras do uso da fruta para fins terapêuticos remontam às obras de Teofrasto, aluno de Aristóteles, considerado o fundador da fitoterapia.
Os helenos utilizavam o cultivo de limoeiros ou de cidreiras perto de oliveiras para preservá-las de ataques de parasitas. O limão pode ter sido retratado na arte romana: há representações de frutas cítricas em mosaicos romanos em Cartago e afrescos em Pompeia, que possuem uma semelhança impressionante com laranjas e limões.
Diz-se que Nero era um consumidor regular desta fruta, pois assim tentava se prevenir de um possível envenenamento.
O limão também foi muito utilizado no Mediterrâneo de maneira ornamental em jardins islâmicos.
Os egípcios do século XIV conheciam o limão.  Ao longo da costa mediterrânea do Egito, as pessoas bebiam kashkab, uma bebida feita de cevada fermentada, folhas de hortelã, arruda, pimenta preta e limão. A primeira referência do limão no Egito é nas crônicas do poeta e viajante persa Nácer Cosroes, que deixou um relato valioso da vida no Egito sob o mandato do califa fatímida Almostancir (1035-1094).
O comércio de suco de limão foi bastante considerável em 1104. Sabemos a partir de documentos em Geniza Cairo - registros da comunidade medieval judaica no Cairo a partir do século X até o século XIII - que as garrafas de suco de limão, qatarmizat, foram feitas com muito açúcar e era consumidas localmente e exportadas.
No Ocidente, o limão tornou-se mais difundido no ano 1000, graças aos árabes que o levaram a fruta para a Sicília.  A origem do nome vem do persa. Na Europa, havia o cultivo de limões-reais em Génova, em meados do século XV. Em 1494, apareceram limões em Açores, enquanto que, na América, o limão e outros cítricos foram levados pelos missionários espanhóis após a descoberta de Cristóvão Colombo.
A fruta também foi introduzida nos países do norte europeu, através de viagens marítimas, pagando-se por eles com bens valiosos ou até mesmo ouro. Os frutos comprados eram revendidos a preços muito elevados nos países do norte: o limão foi considerado um produto de luxo, sendo usado principalmente como um ornamento e um medicamento.
Posteriormente, os médicos tornaram-se conscientes de que a ingestão diária de suco de limão evitava surtos de escorbuto entre os marinheiros em longas viagens marítimas. Navios ingleses foram obrigados por lei a carregar bastante suco de limão para cada marinheiro.
De 1940 a 1965, a produção aumentou e os Estados Unidos tornaram-se um importante fornecedor de limões. Mais de 50 por cento da safra de limão dos Estados Unidos é transformada em suco e produtos. A casca, polpa e sementes são usadas para se fazer óleos, pectina, ou outros produtos.
O limão também tem sido é usado externamente para acne, fungos (micose e pé de atleta).

## Origem

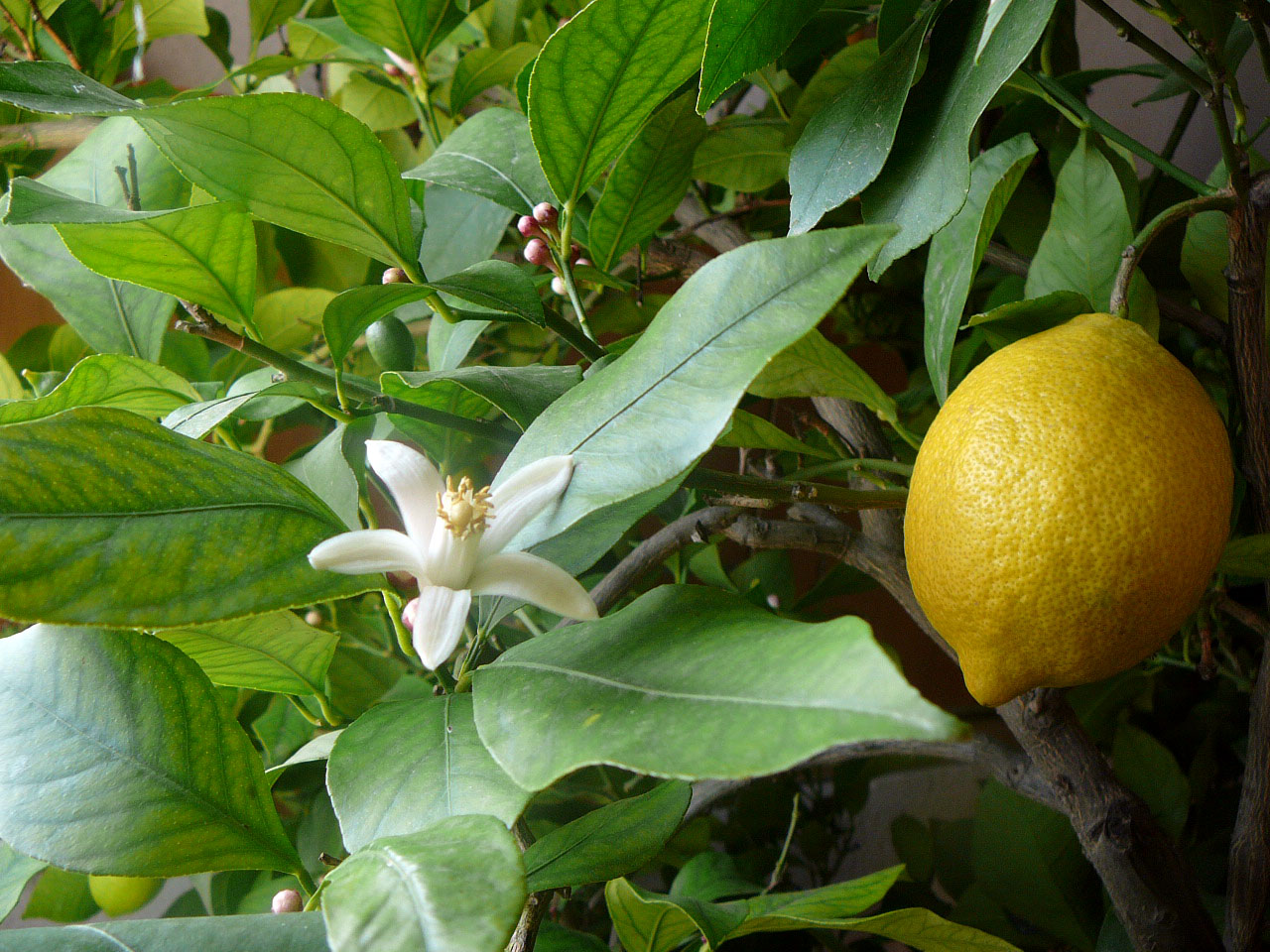
Limão e flor

Os limoeiros são árvores pequenas (não atingem mais de 6 metros de altura), espinescentes, muito ramificadas, de caule e ramos castanho-claros; as folhas são alternas, oblongo-elípticas, com pontuações translúcidas; as inflorescências são de flores axilares, alvas ou violeta, em cacho. Reproduz-se por estacas de galhos, em solo arenoso e bem adubado, de preferência em regiões de clima quente ou temperado.
Propaga-se também por sementes, que requerem solo leve, fértil e bem arejado, em local ensolarado e protegido dos ventos. Frutifica durante todo o ano, em inúmeras variedades, que, embora mudem no tamanho e na textura da casca, que pode ser lisa ou enrugada, quanto à cor, variam do verde-escuro ao amarelo-claro, exceto uma das espécies, que se assemelha a uma tangerina.

## Características
Ao contrário de outras variedades cítricas, o limoeiro produz frutos de forma contínua.
Farmacologicamente, o limão é principalmente importante pelo seu valor nutricional de vitamina C e potássio.
No Brasil, os chamados limão-galego e o limão-taiti, na verdade, não são limões, mas sim limas ácidas. O chamado limão-verdadeiro, também conhecido como siciliano, eureca ou lisboa, é a espécie mais consumida na Europa e nos Estados Unidos, possuindo o nome científico Citrus x limon; esse limão possui uma casca amarela.
As principais diferenças entre limões e limas ácidas são o tamanho e o gosto ligeiramente diferente, pois limões têm sabor um pouco mais suave. Apesar disso, todas essas espécies têm origens parecidas. Outra coisa que diferencia os limões de limas ácidas é o rendimento para fazer sucos, sendo que as limas são melhores para esse uso.
O chamado limão-cravo é uma mistura de limão e tangerina. Possui uma coloração interna alaranjada e é muito usado para temperos.

## Partes usadas
Folhas e fruto.
Os que têm cor amarelada ou amarelo-esverdeada, são cultivados sobretudo pelo sumo, embora a polpa e a casca também se utilizem em culinária. Os limões contêm uma grande quantidade de ácido cítrico, o que lhes confere um gosto ácido. No suco de limão, essa acidez chega a um pH de 2 a 3, em média.

## Informações nutricionais
| Limão (ao natural, sem casca)                                                                                 | Limão (ao natural, sem casca)         |
| Valor nutricional por 100 g (3,53 oz)                                                                         | Valor nutricional por 100 g (3,53 oz) |
| --- | ------------------------------------- |
| Energia | 121 kJ (30 kcal)                      |
| Carboidratos                                                                                                  |                                       |
| Carboidratos totais                                                                                           | 9.32 g                                |
| • Açúcares | 2.50 g                                |
| • Fibra dietética                                                                                             | 2.8 g                                 |
| |                                       |
| Gorduras |                                       |
| Gorduras totais                                                                                               | 0.30 g                                |
| |                                       |
| Proteínas |                                       |
| Proteínas totais                                                                                              | 1.10 g                                |
| |                                       |
| Vitaminas |                                       |
| Tiamina (vit. B1)                                                                                             | 0.040 mg (3%)                         |
| Riboflavina (vit. B2)                                                                                         | 0.020 mg (2%)                         |
| Niacina (vit. B3)                                                                                             | 0.100 mg (1%)                         |
| Ácido pantotênico (B5)                                                                                        | 0.190 mg (4%)                         |
| Vitamina B6                                                                                                   | 0.080 mg (6%)                         |
| Ácido fólico (vit. B9)                                                                                        | 11 µg (3%)                            |
| Vitamina C | 53.0 mg (64%)                         |
| |                                       |
| Minerais |                                       |
| Cálcio | 26 mg (3%)                            |
| Ferro | 0.60 mg (5%)                          |
| Magnésio | 8 mg (2%)                             |
| Fósforo | 16 mg (2%)                            |
| Potássio | 138 mg (3%)                           |
| Zinco | 0.06 mg (1%)                          |
| |                                       |
| Percentuais são relativos ao nível de ingestão diária recomendada para adultos. Fonte: USDA Nutrient Database |                                       |

## Propriedades
As suas aplicações na vida doméstica são inúmeras. Com o suco da fruta, preparam-se refrigerantes, sorvetes, molhos e aperitivos, bem como remédios, xaropes e produtos de limpeza. Da casca, retira-se uma essência aromática usada em perfumaria e no preparo de licores e sabões.
Estudos epidemiológicos associam a ingestão de frutas cítricas, com uma redução no risco de várias doenças. O limão também mostra alguma atividade antimicrobiana.
O limão possui uma substância  própria denominada limoneno. Além disso, o limão possui o ácido cítrico, que fornece ao suco do limão, um pH ácido (entre 2 e 3), cerca de 10.000 a 100.000 vezes mais ácida que a água pura. Apesar da extrema acidez, não é capaz de alterar o pH do estômago (pH entre 1,5 e 2,0) e do sangue (pH em torno de 7,4), pois estes possuem mecanismos próprios de controle da acidez ou alcalinidade.  Apesar de supostas propriedades no trato urinário devido à presença de citratos e íons metálicos alcalinos (potássio, cálcio, magnésio), não se detectou a presença de excreção aumentada de solutos litogênicos urinários, incluindo cálcio, oxalato, fosfato, ácido úrico e sódio, juntamente com excreção urinária reduzida de inibidores de cristalização, como citrato e magnésio. Portanto, não foi encontrada cientificamente evidências sobre tais propriedades na melhora da redução de cálculos urinários.

## Produção
A Índia encabeça a produção mundial de limão e lima com cerca de 19%  da produção total, seguido pelo México (~ 14,6%), China (7,5%), Argentina (~ 7,4%), Brasil (~ 7,2%) e Estados Unidos (~ 6,1%).
| Principais produtores de lima e limão – 2009 | Principais produtores de lima e limão – 2009 |
| País | Produção (Toneladas)                         |
| --- | -------------------------------------------- |
| Índia | 2 571 530                                    |
| México | 1 987 450                                    |
| China | 1 014 446F                                   |
| Argentina | 1 000 000*                                   |
| Brasil | 972 437                                      |
| Estados Unidos | 827 350                                      |
| Turquia | 783 587                                      |
| Irão | 711 729                                      |
| Espanha | 551 000                                      |
| Itália | 486 200                                      |
| Mundo | 13 607 350                                   |
| Sem símbolo = dado oficial, F = estimativa segundo a FAO, * = Dados da FAO com base na metodologia de imputação; Source: Food And Agricultural Organization of United Nations: Economic And Social Department: The Statistical Division |                                              |

## Produção no Brasil
Em 2019, o Brasil produziu 1,5 milhão de toneladas de limão, sendo o 5º maior produtor do mundo. São Paulo responde sozinho por cerca de 75% da produção nacional (1,1 milhão de toneladas), principalmente na região de Itajobi. Entre os maiores produtores do país estão também Pará (104 mil toneladas), Minas Gerais (84 mil toneladas) e Bahia (69 mil toneladas). O Brasil é o maior exportador de limão do mundo, tendo a Europa como principal mercado.